# 네메시스 (항성)

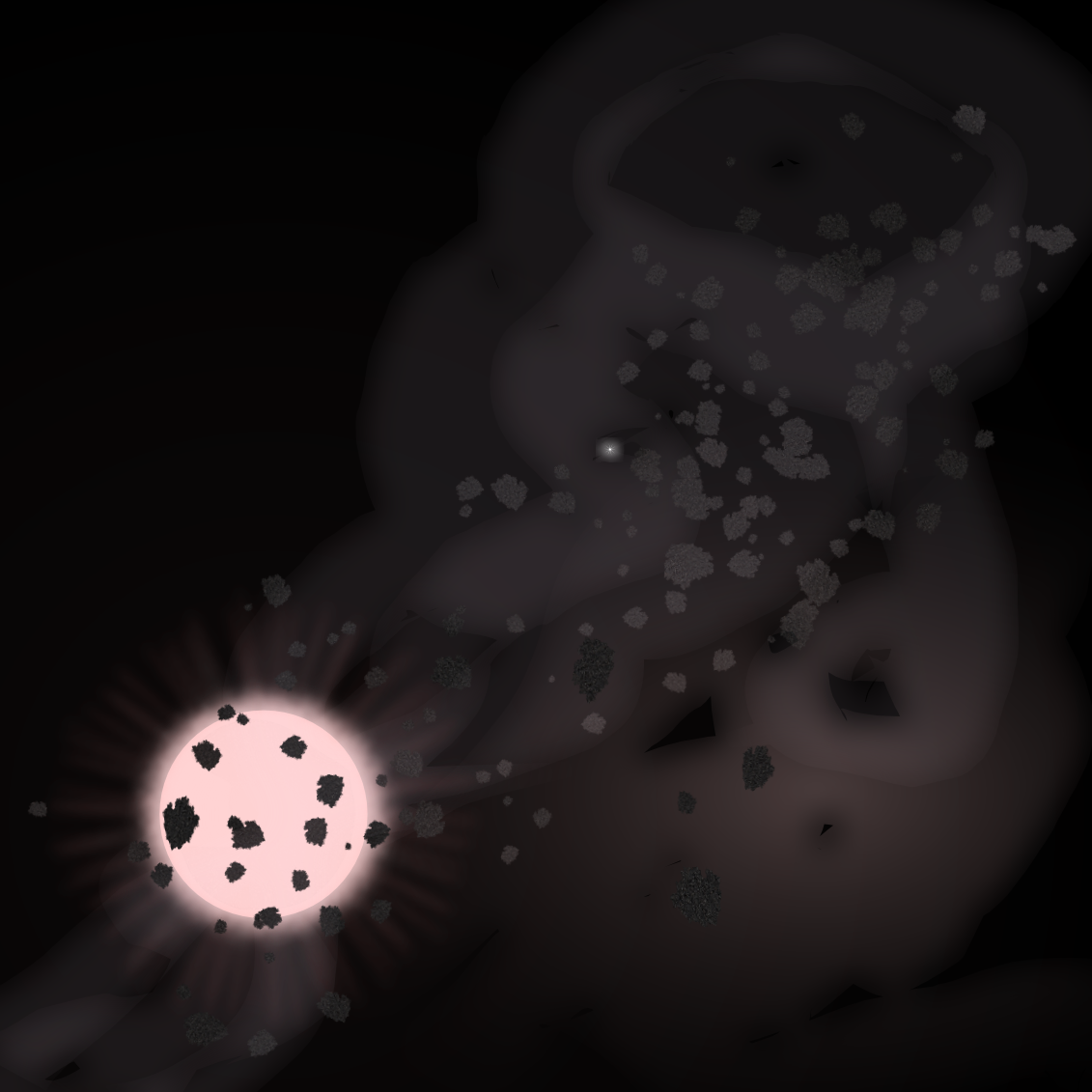
네메시스의 상상도. 근처에는 파편 물질들로 가득하며, 그림 중앙에는 태양이 희미하게 보인다.

네메시스(Nemesis)는 태양에서 약 5만~10만 AU 떨어진 궤도를 돌고 있을 것이라고 예상되는 적색왜성 또는 갈색왜성이다. 지구사 상의 주기적인 대량 절멸을 설명하기 위해 가정되었다.

## 개요
1984년 시카고 대학의 고생물학자 데이비드 라우프(David Raup)와 잭 셉코스키(Jack Sepkoski)는 과거 2억 5000만년동안의 대량절멸의 주기성을 찾았다는 논문을 발표하였다. 대량절멸 간의 평균적인 간격을 약 2600만년으로 추정했으며 그 중 백악기-제3기 멸종과 에오세의 대량절멸시에는 지구에 큰 충돌이 있었을거라고 생각했다. 라우프와 셉코스키는 이 주기성에는 지구 외의 무엇인가가 원인일 것이라고 주장했다.
그 후, 위트머(Whitmire), 잭슨(Jackson), 그리고 데이비스(Davis), 허트(Hut), 뮬러(Muller)가 독립적으로 라우프와 셉코스키의 대량절멸의 주기성을 설명할 수 있는 가설을 네이처에 기고했다. 이 가설에 따르면 태양에는 아직 발견되지 않은 쌍성이 존재하며, 이 별이 주기적으로 오르트 구름을 지나가기 때문에 대량의 혜성이 발생하여 (네메시스가 오르트 구름의 천체들의 궤도를 변형하는데, 그 중 일부가 태양계로 들어올 때가 있다) 지구에 충돌한다. 이 가설이 나중에 네메시스 가설로 알려지게 되었다.
네메시스가 존재한다 하더라도 네메시스의 성질과 특성은 전혀 밝혀진 바가 없다. 뮬러는 네메시스가 7등성~12등성 정도의 적색왜성일 가능성이 높다고 주장했지만, 위트머와 잭슨은 갈색왜성이라고 주장했다. 또한 뮬러는 마지막 대량절멸이 약 500만년전에 일어난 사실에 근거하여 네메시스가 현재 태양에서 약 1~1.5광년 떨어져 있으며 바다뱀자리 방향에 보인다고 추정했다. 현재 진행 중인 팬스타즈나 LSST 같은 대규모 탐사계획을 통해 발견할 수도 있을 것으로 예측된다. 또, 위트머와 잭슨의 주장대로 갈색왜성이라면 2009년에 시작되는 WISE mission을 통해 간단히 발견될 수도 있다.

## 같이 보기
- 반대쪽 지구
- 거대충돌 가설
- 말름퀴스트 편향
- 제9행성
- 해왕성 바깥 행성
- 테이아 (천체)
- 티케 (행성)
- 벌컨 (행성)